# Itsuki no komoriuta
La berceuse d’Itsuki (en japonais : 五木の子守唄 Itsuki no komoriuta) est une berceuse japonaise, typique des chansons folkloriques de l’île de Kyūshū. Elle est nommée d’après le village d’Itsuki, dans le sud-ouest de cette île. 

## Paroles
La version la plus répandue diffère de la version originale de cette berceuse, chantée dans le dialecte d'Itsuki. 

### Version répandue
| Japonais | Français |
| --- | --- |
| Odoma bon-giri bon-giri, Bon kara sakya oran-do Bon ga hayo kurya, Hayo modoru. Odoma kanjin -kanjin, Anhito-tacha yoka-shu Yoka-hu yoka obi, Yoka kimon'. | Je serai là jusqu'au O bon, Après le O bon je ne serai pas là. Si le O bon arrive plus tôt, Je rentrerai plus tôt chez moi. Je suis issu des familles pauvres, Ils sont issus des familles riches. Les gens riches portent de bonnes ceintures, Portent de bons vêtements. |

### Version originelle
| Japonais | Français |
| --- | --- |
| Odoma iya iya, Naku ko no mori nya. Naku to iwarete uramareru, Naku to iwarete uramareru. Nenne shita ko no Kawaii sa, muzo sa. Okite naku ko no tsura niku sa. | Je hais Prendre soin de l'enfant qui pleure Ils me haïssent pour avoir fait pleurer l'enfant L'enfant qui dort Est mignon et a le regard innocent L'enfant qui pleure a le regard hideux |

## Le mythe d'Itsukino komoriuta
Le mythe d'Itsuki no komori uta est discuté . 

### Découverte
La berceuse est redécouverte par un instituteur en 1935, longtemps après que la chanson a cessé d'être chantée.

### Une berceuse des nourrices des familles pauvres
Selon une croyance, les nourrices des familles pauvres chantaient cette berceuse. En effet, Itsuki se situait près de Gokanosho, où le peuple Heike s'installa après sa défaite de la guerre Genji-Heike, durant la période Heian. Plus tard, le shogunat Kamakura envoya des familles de samouraïs Genji pour les surveiller, créant ainsi les riches familles Genji et les familles Heike, plus pauvres. 